# Малостранска
«Малостранска» (чеш. Malostranská) — станция пражского метрополитена. Расположена на линии A, между станциями «Градчанска» и «Староместска».

## Интересные места рядом со станцией
Рядом со входом на станцию располагается Вальдштейнский дворец, который является крупнейшим дворцом Праги, с 1992 в нём заседает сенат Чехии. 

## История
Станция пущена в эксплуатацию 12 августа 1978 года в составе участка «Дейвицка» — «Намести Миру». Единственная из всех станций этого участка находилась на территории исторического памятника. При её прокладке каменная облицовка впервые крепилась при помощи сухого монтажа.
Вестибюль станции украшен барочной структурой Матиаша Брауна «Надежда». Решётка при входе в вестибюль украшена гербами малостранских домов.
Основной цвет оформления станции — «цвет шампанского в сочетании с бутылочно-зелёным».

## Выходы в город
У станции «Малостранска» имеется один выход на улицу Кларов (чеш. Klárov), где находится остановка трамваев. У входа в метро разбит двор в виде сквера площадью 80 м². Второй выход невозможно было построить, потому что река Влтава протекает слишком близко над станцией.